# Alphons Diepenbrock

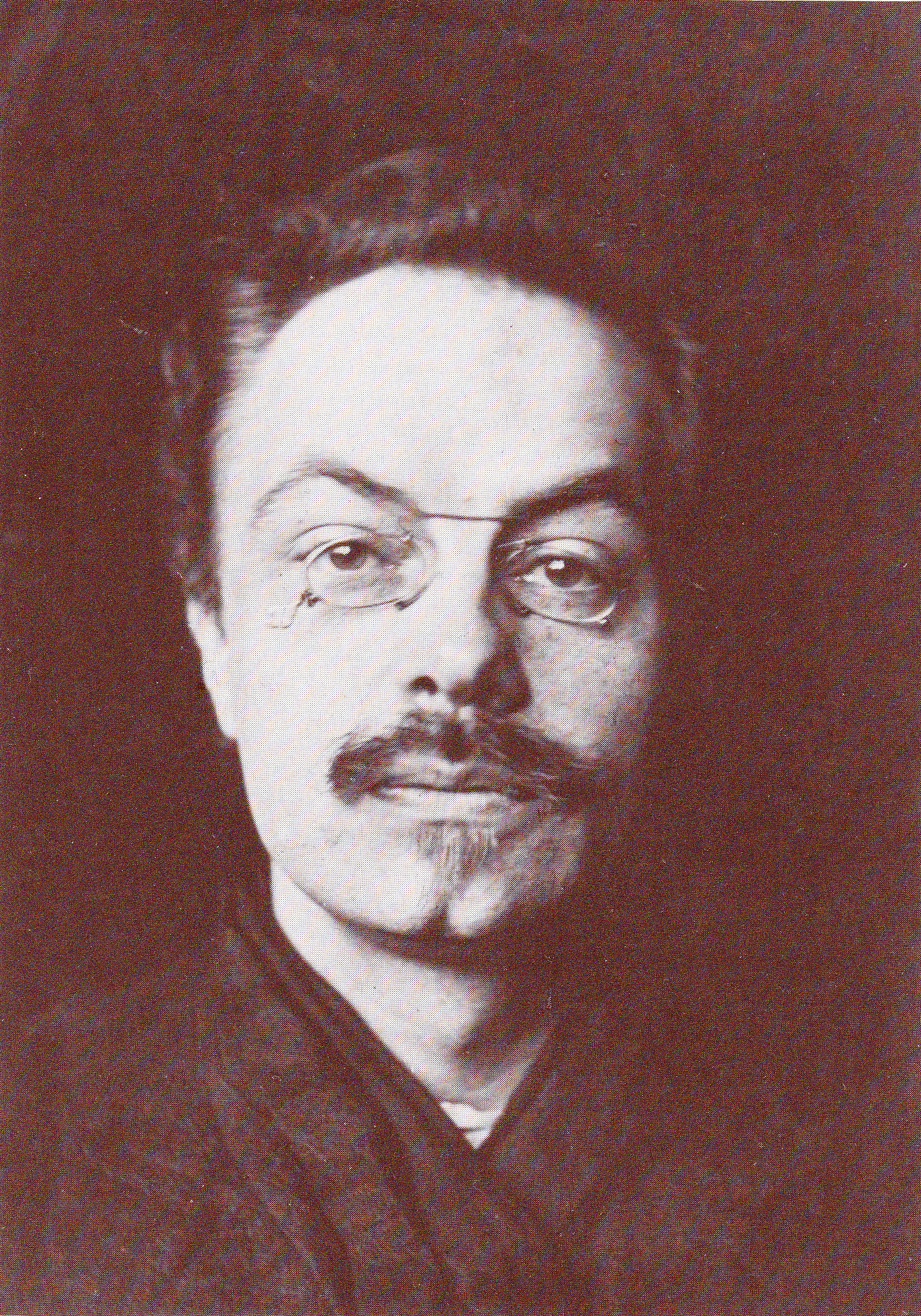
Alphons Diepenbrock, Foto von Willem Witsen, 1891

Alphonsus Johannes Maria Diepenbrock (* 2. September 1862 in Amsterdam; † 5. April 1921 ebenda) war ein niederländischer Komponist, Schriftsteller und Altphilologe. 

## Leben

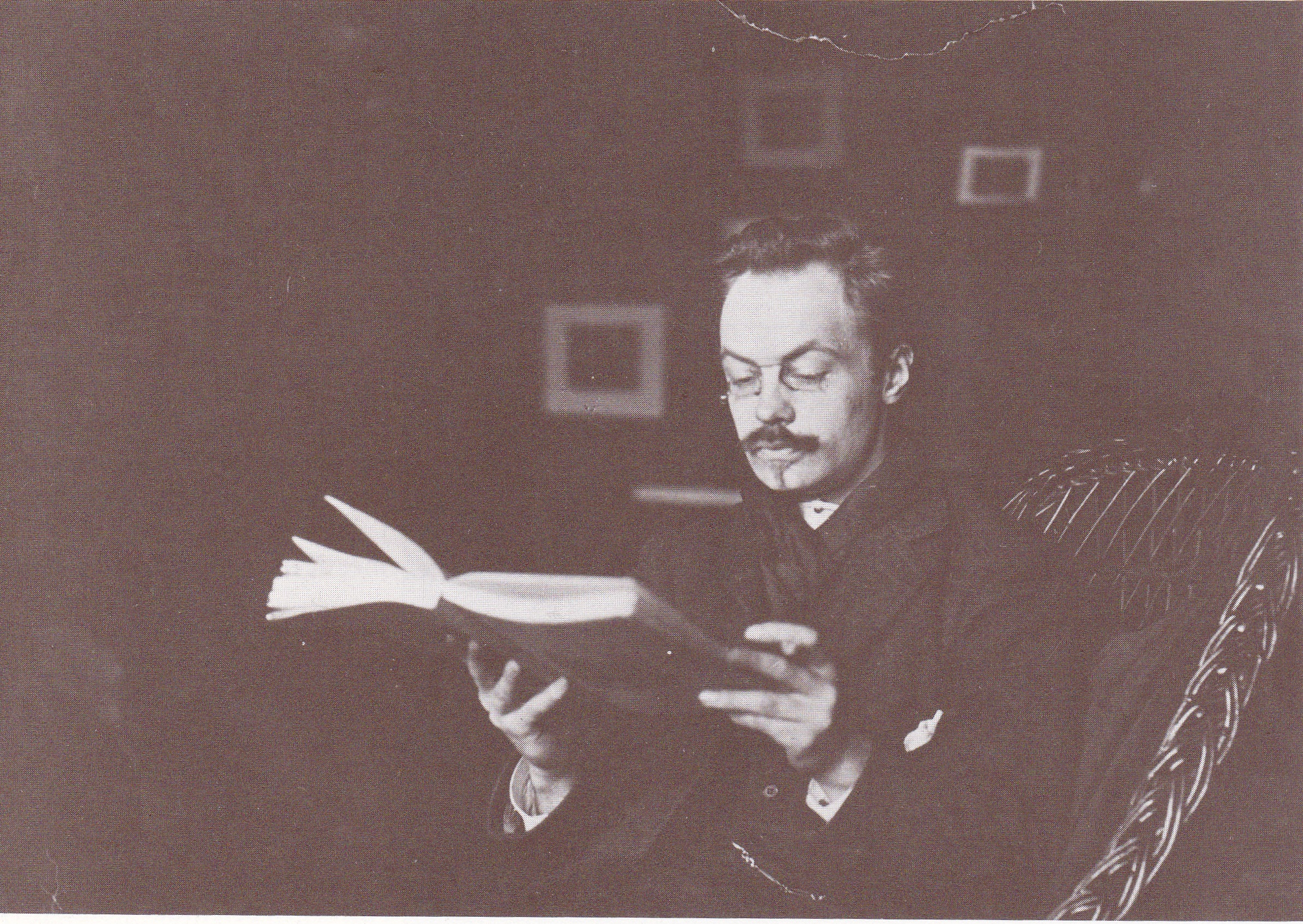
Diepenbrock (1891)

Alphons Diepenbrock war – neben vier weiteren Geschwistern – Sohn von Ferdinand Hubert Aloys Diepenbrock (1828–1896), einem aus Bocholt stammenden Neffen von Melchior von Diepenbrock, Conrad Joseph Diepenbrock und Apollonia Diepenbrock, und dessen Ehefrau Johanna Josephina Kuytenbrouwer (1833–1904). Diepenbrock erhielt als Kind Klavier- und Geigenunterricht und wollte Dirigent werden, studierte jedoch auf Wunsch seines Vaters ab 1880 klassische Philologie an der Universität Amsterdam. 1888 schloss er sein Studium mit einer Dissertation über Seneca summa cum laude ab. Danach war er mehrere Jahre als Gymnasiallehrer in ’s-Hertogenbosch tätig, kehrte 1895 jedoch nach Amsterdam zurück. Dort unterrichtete er alte Sprachen und verfasste Artikel für verschiedene Zeitschriften u. a. zu Themen aus Musik, Literatur, Malerei und Politik. 1895 heiratete er Elisabeth de Jong van Beek en Donk (1868–1939). In der Ehe wurden zwei Töchter geboren.
Als Komponist weitgehend Autodidakt, war sein erstes großes veröffentlichtes Werk 1896 eine Messe für Tenor, Männerchor und Orgel. Seit der Uraufführung seines Te Deum (1902) galt er als führender niederländischer Komponist seiner Zeit. Der niederländische Dirigent Willem Mengelberg setzte sich für die Musik Diepenbrocks ein. Freundschaftlicher Kontakt ergab sich auch mit Gustav Mahler, der 1903 Holland besucht hatte und an seine Frau Alma schrieb: „Einen sehr interessanten holländischen Musiker, namens Diepenbrok, der sehr eigenartige Kirchenmusik schreibt, habe ich hier kennengelernt.“

## Werk
Diepenbrocks Werk ist stilistisch der Spätromantik verpflichtet, greift aber auch auf die Vokalpolyphonie des 16. Jahrhunderts (Palestrina) zurück. Zunächst ist der Einfluss Wagners spürbar; nach 1910 wird seine Satzweise unter dem Eindruck des französischen Impressionismus deutlich transparenter.
Diepenbrock komponierte überwiegend Vokalwerke (besonders Klavier- und Orchesterlieder sowie Chöre), wobei er Texte zahlreicher deutscher, niederländischer und französischer Dichter vertonte. Ferner schrieb er Geistliche Musik sowie mehrere Schauspiel- bzw. Bühnenmusiken.

### Werkauswahl
- Academische Feestmarsch (1882)
- Stabat Mater dolorosa (1888)
- Missa in die festo (1891)
- Te Deum (1897)

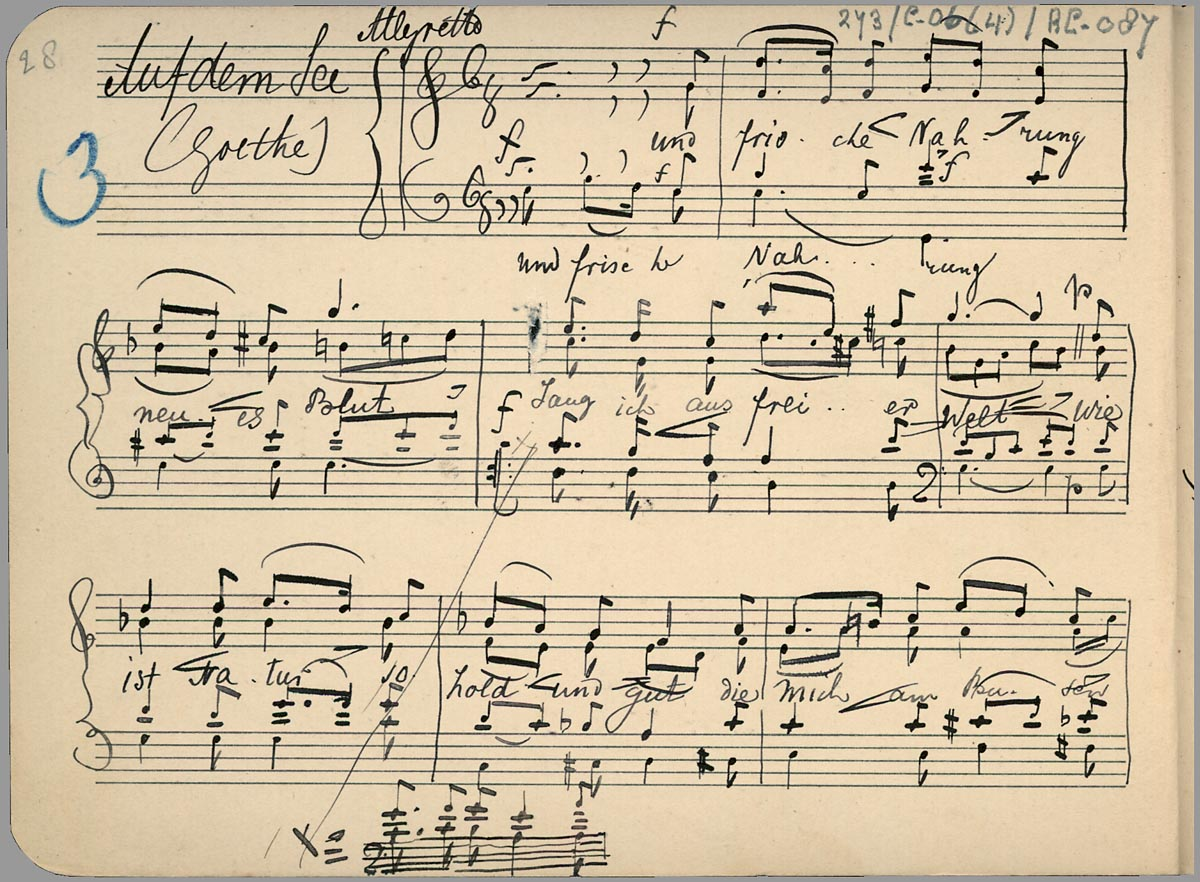
Auf dem See von Goethe

- Hymne für Violine und Klavier (1898)
- Hymnen an die Nacht (1899)
- Im großen Schweigen, Orchesterlied (1906)
- Marsyas, Bühnenmusik (1910)
- De nacht, Orchesterlied (1911)
- Gijsbrecht van Aemstel, Bühnenmusik (1912)
- Lydische Nacht für Singstimme und Orchester (1913)
- De vogels, Bühnenmusik nach Aristophanes (1917)
- Elektra, Bühnenmusik nach Sophokles (1920)

## Quelle
1. ↑  Mahler, Alma: Erinnerungen an Gustav Mahler (S. 289: Brief, dat. 22. Oktober 1903, Zaandam). Ullstein, 1978. ISBN 3-548-03526-5.

| Personendaten    | Personendaten                                               |
| ---------------- | ----------------------------------------------------------- |
| NAME             | Diepenbrock, Alphons                                        |
| ALTERNATIVNAMEN  | Diepenbrock, Alphonsus Johannes Maria (vollständiger Name)  |
| KURZBESCHREIBUNG | niederländischer Komponist, Schriftsteller und Altphilologe |
| GEBURTSDATUM     | 2. September 1862                                           |
| GEBURTSORT       | Amsterdam                                                   |
| STERBEDATUM      | 5. April 1921                                               |
| STERBEORT        | Amsterdam                                                   |